# Iso Kuivinsaari
Iso Kuivinsaari är en ö i Finland. Den ligger i sjön Pihlajavesi och i kommunen Nyslott i  landskapet Södra Savolax, i den sydöstra delen av landet, 280 km nordost om huvudstaden Helsingfors. Öns största längd är 15 kilometer i öst-västlig riktning.